# 法人本質論
法人本質論（ほうじんほんしつろん）とは、法人の制度について、その根本の理由を明らかにしようとするものである。考え方によって、法人に対する法律の運用に大きな影響を与える。法人の本質には、法人擬制説、法人否認説、法人実在説の対立がある。なお、法人擬制説と法人実在説の論争は法人税をめぐる議論にも存在するが民法におけるそれぞれの立場と同じものではない。

## 法人擬制説
法人擬制説は、フリードリヒ・カール・フォン・サヴィニーの提唱した考え方で、自然人の平等な権利能力を前提とする民法において、法が特に人格を擬制したのが法人であるというもの。いかなる実体が法人として認められるかは法の裁量によることになる。
結果として、この理論は、二つの異なる論点を含むことになる。
法によって認められない実体は法人ではない
フランス革命モデルからも明らかなように、近代法の草創期においては、団体というのは個人の自由を阻害するものであると考えられた（ギルドなど）。近代法は、自然人から構成される平等な市民社会を構想したから、このような団体は敵視され、たとえ団体たる実体を備えた社会的存在であっても、法が人格を認めなければ法人ではない、という思想が適合的であったわけである（樋口陽一の「法人の人権」否認論を想起せよ）。この思想は、法人について特許主義を採用したい当時の国家の思惑とも合致したために、広汎に支持された。日本民法も33条で法人法定主義を採用しているが、これは、法人擬制説の表れと見ることができる。要するに、法人に対して謙抑的な法政策が採用される場合には、「法によって認められない実体は、法人ではない」という論理が強調されることになる。この学説の当初の思惑は、こちらである。
法によって認められた実体は法人である
これに対して、法人に対して拡張的な法政策が採用される場合には、「法によって認められた実体は法人である」というまったく正反対の方向のモメントが強調されることになる。例えば、現在の日本商法は一人会社を認めているが、一人の個人には社団性はない。しかしながら、法がそれを法人と認めるのであれば、仮令社団性がなくとも、それを法人と認めよう、という姿勢も論理的に演繹できるのである。
また、法人というのは、権利義務の帰属点を提供するための擬制に過ぎないのであるから、権利能力さえ認めれば十分で、行為能力まで認める必要はない（代理人の法律行為の効果が法人に帰属するという構成をとれば十分である）、という考え方と（必ずしも論理必然ではないが）結びつく。民法44条が「理事其他ノ代理人」として、理事を代理人と観念していたことは、起草者が法人擬制説を採用していた一つの根拠であるとされることがある。

## 法人否認説
法人否認説は、ルドルフ・フォン・イェーリングなどにより主張された考え方で、法人擬制説を発展させたもの。法人という擬制の背後にいかなる実体（真の法的主体）があるのかを解明しようとする。その解明の結論により、法人の財産が実体であるとする説（目的財産説）、法人の財産を管理する者が実体であるとする説（管理者主体説）、法人の財産によって利益を受ける者が実体であるとする説（受益者主体説）がある。

## 法人実在説
下記の法人有機体説・法人組織体説・法人社会的作用説をまとめて、「法人実在説」と呼ぶ。法人擬制説に対するアンチテーゼとして、このようにまとめて扱われることが多い。
日本の判例・学説においては法人実在説がやがて主流となった。この結果、法人擬制説に傾倒している日本民法を、法人実在説的に解釈していくということになった。このことも、次の二つの異なるモメントを包蔵する（但し、法人擬制説の二つのモメントとは異なり、同方向のヴェクトルを指している）。
1. たとい法が法人と認めていない社会的存在であっても、それに相当する実体を備えている場合には、（組合ではなく）法人に準じた法的処理をしようということになる（法人擬制説を採るならば、このような法関係は一律に組合契約として処理することになる）。これが、いわゆる「権利能力なき社団」や「権利能力なき財団」であり、いずれも判例・通説の認めるところとなっている。
2. たとい法が法人と認めている社会的存在であっても、それに相当する実体を備えていない場合には、法人格を否定しようということになる。これが、いわゆる法人格否認の法理である。法人格否認の法理は、判例の認めるところとなっている。

### 法人有機体説
法人有機体説は、オットー・フォン・ギールケやゲオルク・ベーゼラーらゲルマニステン系学者により主張された考え方であり、法人が独自の意思を有する有機体であるという考え方。いかなる実体が法人として認められるかは、有機体か否かによることになる。

### 法人組織体説
法人組織体説は、レモン・サレイユやミシューなどのフランス科学学派により主張された考え方で、法人とは、何らかの目的の実現のために機構を備えた社会的存在が、法により法人格を与えるに適した存在であると認定されることにより、法的な組織体として再編制されたものであると考える。法人有機体説を法人擬制説の観点を取り込んで修正したものといえる。